# Борилово-2
Борилово-2 — деревня в Вологодском районе Вологодской области.
Входит в состав Прилукского сельского поселения, с точки зрения административно-территориального деления — в Прилукский сельсовет.
Расстояние по автодороге до районного центра Вологды — 23 км, до центра муниципального образования Дорожного — 8 км. Ближайшие населённые пункты — Заоникиево, Семёнково-2, Великое, Архипово.
По переписи 2002 года население — 2 человека.